# Seznam obcí s pověřeným obecním úřadem
Seznam obcí v České republice s pověřeným obecním úřadem.

## Středočeský kraj
- Bělá pod Bezdězem
- Benátky nad Jizerou
- Benešov
- Beroun
- Brandýs nad Labem-Stará Boleslav
- Březnice
- Čáslav
- Čelákovice
- Černošice
- Český Brod
- Dobříš
- Hořovice
- Hostivice
- Jesenice (okres Praha-západ)
- Jesenice (okres Rakovník)
- Jílové u Prahy
- Kamenice
- Kladno
- Kolín
- Kostelec nad Černými lesy
- Kouřim
- Kralupy nad Vltavou
- Křivoklát
- Kutná Hora
- Lysá nad Labem
- Mělník
- Městec Králové
- Mladá Boleslav
- Mnichovo Hradiště
- Mníšek pod Brdy
- Mšeno
- Neratovice
- Nové Strašecí
- Nymburk
- Odolena Voda
- Pečky
- Poděbrady
- Příbram
- Rakovník
- Roztoky
- Rožmitál pod Třemšínem
- Říčany
- Sadská
- Sázava
- Sedlčany
- Slaný
- Týnec nad Labem
- Týnec nad Sázavou
- Uhlířské Janovice
- Unhošť
- Úvaly
- Velvary
- Vlašim
- Votice
- Zruč nad Sázavou

## Jihočeský kraj
- Bechyně
- Blatná
- České Budějovice
- České Velenice
- Český Krumlov
- Dačice
- Hluboká nad Vltavou
- Horní Planá
- Jindřichův Hradec
- Kaplice
- Lišov
- Milevsko
- Mirotice
- Mirovice
- Mladá Vožice
- Netolice
- Nová Bystřice
- Nové Hrady
- Písek
- Prachatice
- Protivín
- Sezimovo Ústí
- Slavonice
- Soběslav
- Strakonice
- Suchdol nad Lužnicí
- Tábor
- Trhové Sviny
- Třeboň
- Týn nad Vltavou
- Veselí nad Lužnicí
- Vimperk
- Vodňany
- Volary
- Volyně
- Vyšší Brod
- Zliv

## Plzeňský kraj
- Bezdružice
- Blovice
- Bor
- Dobřany
- Domažlice
- Holýšov
- Horažďovice
- Horšovský Týn
- Kašperské Hory
- Kdyně
- Klatovy
- Kralovice
- Manětín
- Město Touškov
- Nepomuk
- Nýrsko
- Nýřany
- Planá
- Plánice
- Plasy
- Plzeň
- Poběžovice
- Přeštice
- Radnice
- Rokycany
- Spálené Poříčí
- Staňkov
- Starý Plzenec
- Stod
- Stříbro
- Sušice
- Tachov
- Třemošná
- Všeruby
- Zbiroh

## Karlovarský kraj
- Aš
- Horní Slavkov
- Cheb
- Chodov
- Karlovy Vary
- Kraslice
- Kynšperk nad Ohří
- Loket
- Mariánské Lázně
- Nejdek
- Ostrov
- Sokolov
- Toužim
- Žlutice

## Ústecký kraj
- Benešov nad Ploučnicí
- Bílina
- Česká Kamenice
- Děčín
- Duchcov
- Chomutov
- Jirkov
- Kadaň
- Klášterec nad Ohří
- Krupka
- Libochovice
- Libouchec
- Litoměřice
- Litvínov
- Louny
- Lovosice
- Most
- Podbořany
- Postoloprty
- Roudnice nad Labem
- Rumburk
- Šluknov
- Štětí
- Teplice
- Ústí nad Labem
- Úštěk
- Varnsdorf
- Vejprty
- Velké Březno
- Žatec

## Liberecký kraj
- Cvikov
- Česká Lípa
- Český Dub
- Doksy
- Frýdlant
- Hodkovice nad Mohelkou
- Hrádek nad Nisou
- Chrastava
- Jablonec nad Nisou
- Jablonné v Podještědí
- Jilemnice
- Liberec
- Lomnice nad Popelkou
- Mimoň
- Nové Město pod Smrkem
- Nový Bor
- Rokytnice nad Jizerou
- Semily
- Tanvald
- Turnov
- Železný Brod

## Královéhradecký kraj
- Broumov
- Červený Kostelec
- Česká Skalice
- Dobruška
- Dvůr Králové nad Labem
- Hořice
- Hostinné
- Hradec Králové
- Hronov
- Chlumec nad Cidlinou
- Jaroměř
- Jičín
- Kopidlno
- Kostelec nad Orlicí
- Lázně Bělohrad
- Náchod
- Nechanice
- Nová Paka
- Nové Město nad Metují
- Nový Bydžov
- Opočno
- Police nad Metují
- Rokytnice v Orlických horách
- Rychnov nad Kněžnou
- Smiřice
- Sobotka
- Svoboda nad Úpou
- Teplice nad Metují
- Trutnov
- Třebechovice pod Orebem
- Týniště nad Orlicí
- Úpice
- Vamberk
- Vrchlabí
- Žacléř

## Pardubický kraj
- Česká Třebová
- Heřmanův Městec
- Hlinsko
- Holice
- Choceň
- Chrast
- Chrudim
- Chvaletice
- Jablonné nad Orlicí
- Jevíčko
- Králíky
- Lanškroun
- Lázně Bohdaneč
- Letohrad
- Litomyšl
- Moravská Třebová
- Nasavrky
- Pardubice
- Polička
- Přelouč
- Skuteč
- Svitavy
- Třemošnice
- Ústí nad Orlicí
- Vysoké Mýto
- Žamberk

## Kraj Vysočina
- Bystřice nad Pernštejnem
- Golčův Jeníkov
- Havlíčkův Brod
- Hrotovice
- Humpolec
- Chotěboř
- Jaroměřice nad Rokytnou
- Jemnice
- Jihlava
- Kamenice nad Lipou
- Ledeč nad Sázavou
- Moravské Budějovice
- Náměšť nad Oslavou
- Nové Město na Moravě
- Pacov
- Pelhřimov
- Počátky
- Polná
- Přibyslav
- Světlá nad Sázavou
- Telč
- Třebíč
- Třešť
- Velká Bíteš
- Velké Meziříčí
- Žďár nad Sázavou

## Jihomoravský kraj
- Adamov
- Blansko
- Boskovice
- Brno
- Břeclav
- Bučovice
- Bzenec
- Hodonín
- Hrušovany nad Jevišovkou
- Hustopeče
- Ivančice
- Ivanovice na Hané
- Klobouky u Brna
- Kuřim
- Kyjov
- Letovice
- Mikulov
- Miroslav
- Moravský Krumlov
- Pohořelice
- Rosice
- Rousínov
- Slavkov u Brna
- Strážnice
- Šlapanice
- Tišnov
- Velká nad Veličkou
- Velké Opatovice
- Veselí nad Moravou
- Vranov nad Dyjí
- Vyškov
- Znojmo
- Ždánice
- Židlochovice

## Olomoucký kraj
- Hanušovice
- Hlubočky
- Hranice
- Javorník
- Jeseník
- Kojetín
- Konice
- Lipník nad Bečvou
- Litovel
- Mohelnice
- Moravský Beroun
- Němčice nad Hanou
- Olomouc
- Prostějov
- Přerov
- Šternberk
- Šumperk
- Uničov
- Zábřeh
- Zlaté Hory

## Moravskoslezský kraj
- Bílovec
- Bohumín
- Bruntál
- Český Těšín
- Frenštát pod Radhoštěm
- Frýdek-Místek
- Frýdlant nad Ostravicí
- Fulnek
- Havířov
- Hlučín
- Horní Benešov
- Jablunkov
- Karviná
- Kopřivnice
- Kravaře
- Krnov
- Město Albrechtice
- Nový Jičín
- Odry
- Opava
- Orlová
- Osoblaha
- Ostrava
- Příbor
- Rýmařov
- Studénka
- Třinec
- Vítkov
- Vratimov
- Vrbno pod Pradědem

## Zlínský kraj
- Bojkovice
- Brumov-Bylnice
- Bystřice pod Hostýnem
- Holešov
- Horní Lideč
- Hulín
- Chropyně
- Karolinka
- Koryčany
- Kroměříž
- Luhačovice
- Morkovice-Slížany
- Napajedla
- Otrokovice
- Rožnov pod Radhoštěm
- Slavičín
- Staré Město
- Uherské Hradiště
- Uherský Brod
- Uherský Ostroh
- Valašské Klobouky
- Valašské Meziříčí
- Vizovice
- Vsetín
- Zlín